# Самарийдигаллий
Самарийдигаллий — бинарное неорганическое соединение, интерметаллид
самария и галлия
с формулой Ga2Sm,
кристаллы.

## Получение
- Сплавление стехиометрических количеств чистых веществ:

{\displaystyle {\mathsf {Sm+2Ga\ {\xrightarrow {1390^{o}C}}\ Ga_{2}Sm}}}

## Физические свойства
Самарийдигаллий образует кристаллы
гексагональной сингонии, пространственная группа P 6/mmm, параметры ячейки a = 0,4238÷0,4274 нм, c = 0,4187÷0,4206 нм, Z = 1,
структура типа диборида алюминия AlB2
.
Соединение конгруэнтно плавится при температуре 1390 °C
и имеет область гомогенности 24÷33,3 ат.% самария
.